# Nexus One
Nexus One (кодовое название HTC Passion) — коммуникатор производства HTC, распространяемый интернет-гигантом Google. Это первый аппарат, работающий под управлением Android 2.1 Eclair, с 28 июня первым получил обновление до Android 2.2 Froyo, а с февраля 2011 на Android 2.3.3 Gingerbread. Презентация прошла 5 января 2010 года, тогда же и начались продажи. Смартфон имеет возможность преобразовывать голос в текст, дополнительный микрофон для динамического шумоподавления и голосовую пошаговую навигацию для водителей.
Обновлён до Android 2.3.6 Gingerbread. Присутствует возможность обновления до Android 4.0.4 Ice Cream Sandwich и Android 4.1.1 Jelly Bean. Продаётся под торговой маркой Google, модель называется Nexus One. Производится аппарат тайваньской компанией HTC. Предполагалось, что аппарат будет продаваться и самостоятельно, но вместо этого HTC представила технологического близнеца Desire (Bravo), который имеет несколько внешних отличий, оптический сенсор вместо трекбола и увеличенное количество RAM (576).
Дизайн основанный на HTC Desire.
Модель Nexus One была выпущена в первую очередь для того, чтобы подстегнуть рынок и поставить новую планку, а не для получения прибыли, соответственно других моделей на момент выхода не планировалось., однако в конце 2010 года (16 декабря) вышла новая модель — Google Nexus S, на этот раз выпущенная компанией Samsung. В мае 2010 года Google объявила о закрытии интернет-магазина с намерением распространять телефон через партнеров по всему миру.

## Технические характеристики
- Операционная система: Android 2.3.6 (Gingerbread)
- Процессор: Qualcomm Snapdragon (QSD 8250) 1ГГц
- RAM: 512 MB
- ROM: 512 MB
- Габариты: 119 х 59,8×11,5 мм; 130 гр.
- Дисплей: 3,7" сенсорный, емкостный, AMOLED или sLCD. Определить тип экрана можно в BootLoader, где 0b15 — AMOLED, 0c15 — sLCD WVGA
- Сети: UMTS/HSDPA: (7,2 Мбит/с); HSUPA: (2 Мбит/с) 900/1700/2100 МГц; GSM/EDGE: 800/900/1800/1900 МГц
- Bluetooth:: Bluetooth 2.1 + EDR
- WiFi: 802.11 b/g
- Аккумулятор: Li-Ion 1400 mAh
- Акселерометр, сенсор освещенности, сенсор приближения
- GPS: GPS/AGPS
- Цифровой компас
- Камера: 5-Мп, с автофокусом и LED-вспышкой
- Разъемы: micro-USB, 3,5-мм
- Слот расширения: MicroSD (до 32 ГБ)

## Интересные факты
- Телефон используется в проекте NASA PhoneSat, в рамках программы Small Spacecraft Technology Program по созданию наноспутников с использованием немодифицированных коммерческих смартфонов и запуску таких спутников на низкую околоземную орбиту.
- Иса Дик Хэкетт, дочь Филипа Дика, как и некоторые блогеры, считает, что название Nexus One является отсылкой к роману её отца «Мечтают ли андроиды об электроовцах?», где фигурировали андроиды модели «Нексус-6»[11][12].

## Сравнение с другими телефонами
Хотя возможности мультитач Nexus One в целом аналогичны возможностям других смартфонов с поддержкой мультитач (например, iPhone, Palm Pre и т. д.), аппаратное обеспечение Nexus One использует программное обеспечение, чтобы «включить» возможность мультитач, что приводит к путаница с осями x/y и предотвращение работы некоторых мультитач-приложений (например, игр) должным образом по сравнению с другими телефонами. Начиная с обновления, выпущенного 2 февраля 2010 года, он имеет функцию масштабирования в приложениях «Браузер», «Галерея» и «Карты» телефона. В дополнение к этим официальным приложениям доступны сторонние приложения, поддерживающие мультисенсорные жесты.

### HTC Desire
Позже HTC выпустила HTC Desire, характеристики которого очень схожи с Nexus One. Desire оснащен оптическим трекпадом, а не трекболом, физическими кнопками, а не сенсорными кнопками, и FM-радио, но ему не хватает двойных микрофонов с шумоподавлением, которые есть в Nexus One. Desire выпускается исключительно под торговой маркой HTC и работает под управлением HTC Sense, а не стандартной версии Android. Sense можно отключить, чтобы получить стандартную версию Android, однако это было отключено в розничном HTC Desire.

## Критика
Nexus One получил в целом положительные отзывы от пользователей. Его хвалили за дисплей, процессор и дизайн. Однако комментаторы считали, что в телефоне недостаточно уникальных функций, чтобы получить преимущество перед конкурентами. Дэвид Пог из The New York Times похвалил Nexus One за его «блестящие, привлекательные функции; трудно выбрать, что более приятно: скорость — мгновенный и плавный отклик при открытии программ и прокрутке — или огромный, 3,7-дюймовый экран. дюймовый сенсорный экран с гораздо более высоким разрешением, чем у iPhone», однако раскритиковал его диктовку, мультитач-жесты на экране и анимированные обои. Джошуа Топольски из Engadget считает, что, хотя Nexus One и был хорошим смартфоном, «по своей сути это просто ещё один Android-смартфон. Он особенно хорош, не поймите нас неправильно — безусловно, лучший в своем роде». но это ни в коем случае не то потрясающее, искажающее парадигму устройство, каким его создали средства массовой информации и сторонники сообщества. Это хороший телефон на Android, но не последнее слово — на самом деле, если бы нам пришлось выбирать между этим или Droid прямо сейчас, мы склонялись бы к последнему". Кент Герман из CNET похвалил дисплей, процессор и голосовые функции Nexus One, однако раскритиковал медиаплеер и требование хранить приложения во внутренней памяти телефона.
Goldman Sachs сократил свои оценки продаж телефонов в 2010 году на 70 % из-за нерешительных маркетинговых усилий операторов связи.